# Молога (Україна)
Моло́га — село в Україні, у Білгород-Дністровському районі Одеської області. Адміністративний центр Мологівської сільської громади. Населення становить 2046 осіб.

## Географія
Розташоване за 10 км від районного центру і залізничної станції Білгород-Дністровський.

## Історія
Село засноване в 1830-х роках.

## Населення

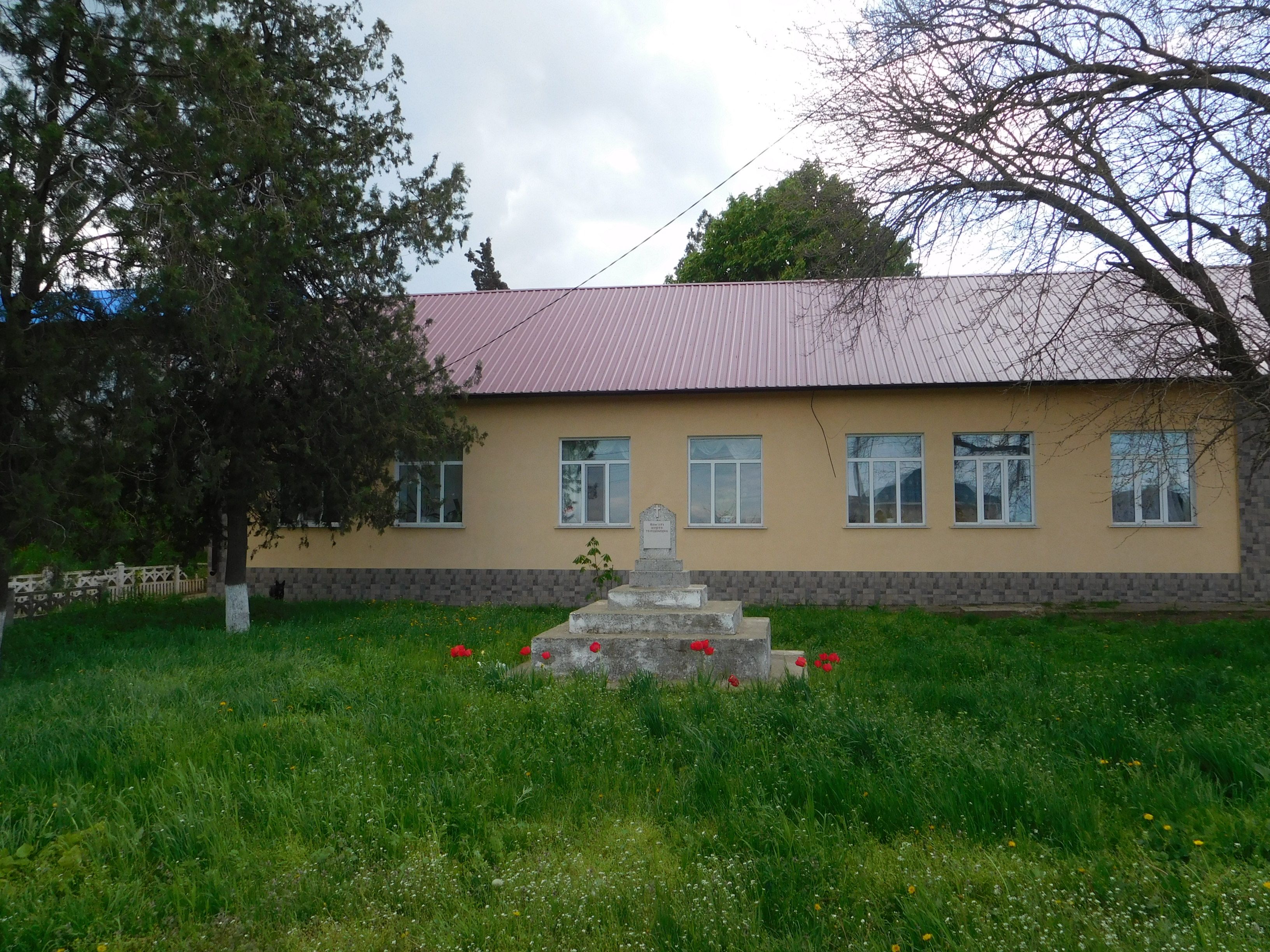
Меморіал жертвам Голодомору

Згідно з переписом 1989 року населення села становило 1982 особи, з яких 931 чоловік та 1051 жінка.
За переписом населення 2001 року в селі мешкало 2046 осіб.

### Мова
Розподіл населення за рідною мовою за даними перепису 2001 року:
| Мова       | Відсоток |
| ---------- | -------- |
| українська | 91,54 %  |
| російська  | 6,26 %   |
| молдовська | 1,37 %   |
| болгарська | 0,44 %   |
| білоруська | 0,24 %   |
| циганська  | 0,1 %    |
| гагаузька  | 0,05 %   |

## Пам'ятки
Поблизу села розташовано ландшафтний заказник місцевого типу Лиманський.

## Постаті
- Качковський Сергій Владиславович (1968) — полковник ЗС РФ. Герой Росії (1995), військовий злочинець, причетний до геноциду чеченського народу.
- Кислицький Олег Володимирович (1983—2014) — сержант Державної прикордонної служби України, учасник російсько-української війни.